# رنه گوسینی
رنه گوسینی (فرانسوی: René Goscinny‎؛ ۱۴ اوت ۱۹۲۶ – ۵ نوامبر ۱۹۷۷) نویسنده و ویرایشگر کتابهای مصور بود که سری داستانی مصور ماجراهای استریکس را با تصویرگری آلبرت آدرزو، خلق کرد. گوسینی عمده دوران کودکی خود را در آرژانتین، بوینس آیرس، سپری کرد و در یک مدرسه فرانسوی زبان تحصیل کرد. سپس برای مدتی به آمریکا رفت. در آمریکا با موریس کاریکاتوریست بلژیکی آشنا شد. بعد از بازگشت به فرانسه به مدت بیست سال در خلق مجموعه کمیک لوک خوش شانس با موریس همکاری کرد.

گوسینی یک مجموعه کتاب کودک با نام نیکولا کوچولو نوشته‌است. 

## زندگی
رنه گوسینی در ۱۴ اوت ۱۹۲۶ در فرانسه به دنیا آمد. خانواده گوسینی یهودیانی بودند که از لهستان به پاریس مهاجرت کرده بودند. پدرش سیمخا گوسینی مهندس شیمی از ورشو لهستان و مادرش آنا (هانا) گوسینی از روستایی در شهر ژیتومیر اوکراین به لهستان مهاجرت کرده بودند. سیمخا در زبان یهودی یعنی «شادمانی» و گوسینی در زبان لهستانی «مهمان نواز» معنی می‌شود.
پدر و مادرش در سال ۱۹۱۹ ازدواج کردند و وقتی رنه دو ساله بود به دلیل استخدام پدرش در یک کارخانه، به آرژانتین، بوینس آیرس، مهاجرت می‌کنند. رنه در مدرسه ای فرانسوی زبان تحصیل کرد و کودکی شاد و خوبی را در آرژانتین سپری کرد. به دلیل خجالتی و کمرویی ذاتی هیچ وقت جزو دانش آموزان زرنگ کلاس نبود. گوسینی از کودکی به دلیل علاقه ای که به خواندن داستان‌های کمیک داشت، نقاشی را با الهام از تصاویر آن کتابها شروع کرد.
یکسال بعد از فارغ‌التحصیلی رنه از دبیرستان، پدرش به دلیل سکته مغزی درگذشت و رنه و برادرش مجبور به کار کردن شدند. رنه به مدت یکسال به عنوان دستیار حسابدار در یک کارخانه بازیافت کار کرد ولی یک سال بعد از کار کنار گذاشته شد و به عنوان یک تصویرگر تازه‌کار در یک استودیوی تبلیغاتی مشغول شد.
در سال ۱۹۴۵، رنه به همراه مادرش آرژانتین را به مقصد ایالات متحده آمریکا، نیویورک، ترک کرده و به بردارش بوریس ملحق می‌شوند. رنه برای فرار از خدمت در ارتش آمریکا یکسال بعد به فرانسه بازمی‌گردد و در ارتش فرانسه مشغول می‌شود. محل خدمت او شهر اوبنی و ارتش پیاده‌نظام آلپ بود. بعد از ارتقا به سرجوخگی، به عنوان تصویرگر ازتش انتخاب می‌شود و به طراحی پوستر برای ارتش می‌پردازد.

## اولین آثار

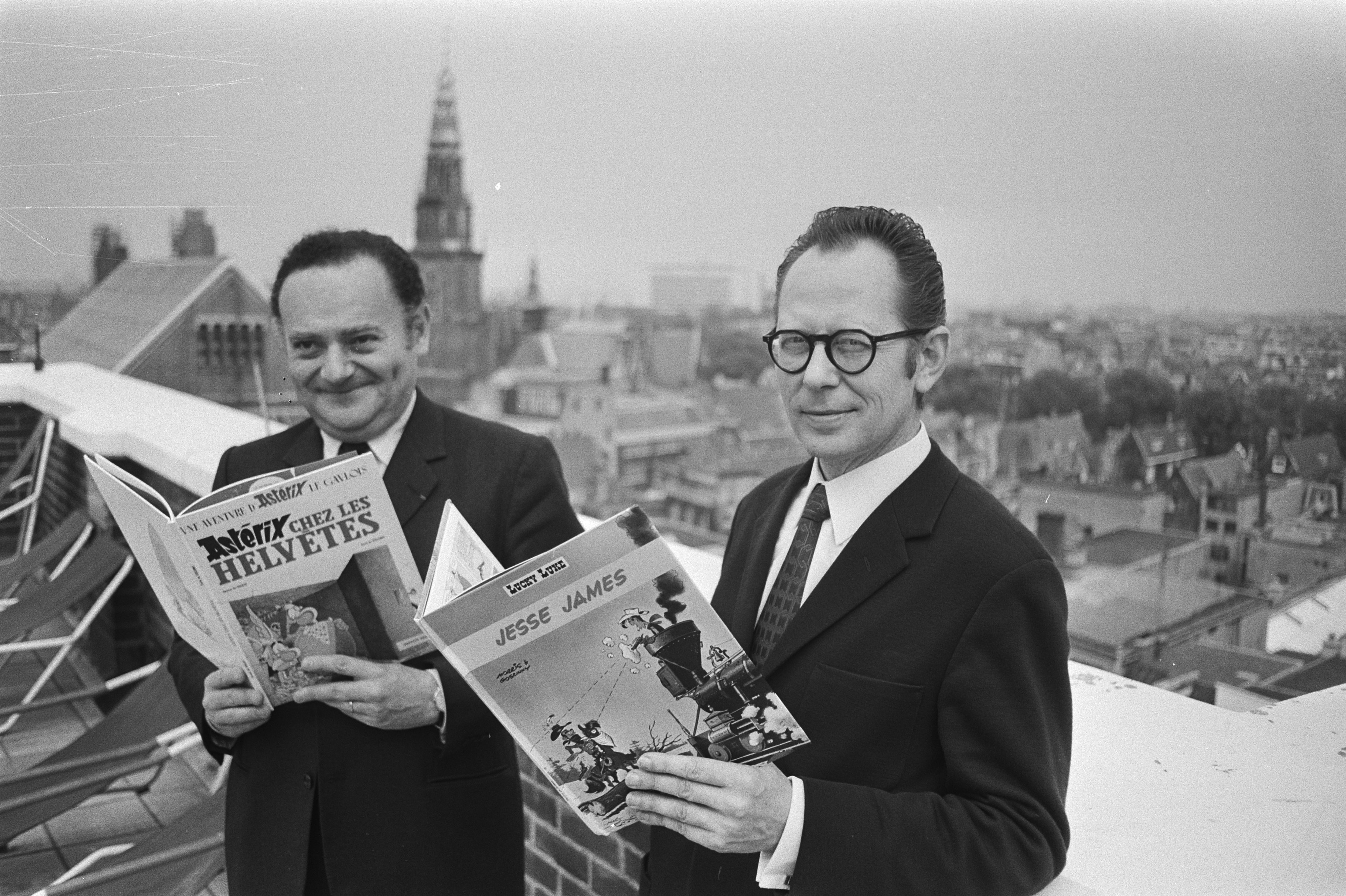
رنه گوسینی در کنار موریس دی بیور

در سال ۱۹۴۷ رنه یک نسخه از داستان کوتاه بالزاک به نام «دخترانی با چشمهای طلایی» را تصویر سازی می‌کند. در آپریل همان سال به نیویورک برمی گردد.
بازگشت به نیویورک با آغاز دوره ای سخت از بیکاری، تنهایی و فقر برای گوسینی همراه بود. بعد از مدتی در یک استودیوی کوچک مشغول شد و آنجا با جک دیویس، ویل الدر و هاروی کورتزمن بنیان گذاران مجله «مد»، یک مجله طنز آمریکایی، آشنا شد. سپس مدیریت طراحی یک نشریه را به عهده گرفت و چهار کتاب برای کودکان نوشت و منتشر کرد.
در همین دوران رنه با دو کاریکاتوریست بلژیکی، جوزف گیلیان، مشهور به جیجه و موریس دو بور آشنا شد. موریس در آن زمان شش سال بود که در آمریکا زندگی می‌کرد و سری کمیک لوک خوش شانس را شروع کرده بود. (گوسینی بعد از بازگشت به پاریس از سال ۱۹۵۵ تا زمان مرگش در سال ۱۹۷۷ در نوشتن این کمیک‌ها با موریس همکاری کرد، این دوره به دوره طلایی در کارش مشهور است)
جورج ترویسفونتینس، مدیر آژانس ورلد پرس در سال ۱۹۵۱ به رنه پیشنهاد داد تا به پاریس برگردد وبه عنوان مدیر شعبه، در اداره ورلد پرس پاریس کار کند. رنه این پیشنهاد را پذیرفت و در همان‌جا با آلبرت آدرزو آشنا شد و همکاری طولانی مدتشان شکل گرفت.

## پیلوت و استریکس
در سال ۱۹۵۹ گوسینی به همراه دوستانش یک مجله کمیک فرانسوی بلژیکی به نام پیلوت راه اندازی کرد و خودش یکی از فعال‌ترین نویسندگان این نشریه بود. در شماره اول داستان کمیک «استریکس» که محصول همکاری گوسینی و آدرزو بود را منتشر کرد که بسیار مورد توجه قرار گرفت. در همین زمان گوسینی نوشتن سری نیکولا کوچولو و جان پیستول را از سر گرفت.

## خانواده
گوسینی در سال ۱۹۶۷ با گیلبرت پولارو میلو ازدواج کرد. در سال ۱۹۶۸ دخترشان آنه گوسینی متولد شد. او هم نویسنده است.

## درگذشت
رنه گوسینی در ۵ نوامبر ۱۹۷۷ در سن ۵۱ سالگی بر اثر سکته قلبی حین انجام تست چکاپ استرس در مطب پزشکش درگذشت. او را در قبرستان یهودیان شهر نیس به خاک سپردند و بخش عمده اموالش بنا به وصیت اش به رهبر خاخام‌های فرانسه داده شد.
بعد از مرگ گوسینی آدرزو نوشتن کمیک استریکس را به تنهایی تا سال ۲۰۱۱ ادامه داد و بعد نوشتن این مجموعه را به جین فری و تصویرسازی اش را به دیدیر کنراد سپرد. اما موریس نوشتن سری لوک خوش شانس را با نویسنده‌های مختلفی ادامه داد.